# Xestospongia rampa
Xestospongia rampa är en svampdjursart som först beskrevs av de Laubenfels 1934.  Xestospongia rampa ingår i släktet Xestospongia och familjen Petrosiidae.
Artens utbredningsområde är Puerto Rico. Inga underarter finns listade i Catalogue of Life.